# Eredivisie 2001/02
Die Eredivisie 2001/02 war die 46. Spielzeit der höchsten niederländischen Fußballliga. Sie begann am 17. August 2001 und endete am 5. Mai 2002.
Meister wurde zum 28. Mal Ajax Amsterdam. Absteigen mussten der FC Den Bosch, Sparta Rotterdam und Fortuna Sittard. In der Relegation setzten sich RBC Roosendaal und Excelsior Rotterdam durch, die somit in der Eredivisie 2002/03 spielen. Beide schafften damit den Aufstieg.

## Modus
Die 18 Mannschaften spielten an insgesamt 34 Spieltagen aufgeteilt in einer Hin- und einer Rückrunde jeweils zwei Mal gegeneinander. Der Tabellenletzte stieg direkt ab, der Vorletzte und Drittletzte musste in die Relegation. Bei Punktgleichheit entschied die Tordifferenz über die Platzierung.

## Abschlusstabelle
| Pl. | Verein                 | Sp. | S  | U  | N  | Tore    | Diff. | Punkte |
| --- | ---------------------- | --- | -- | -- | -- | ------- | ----- | ------ |
| 1.  | Ajax Amsterdam         | 34  | 22 | 7  | 5  | 073:340 | +39   | 73     |
| 2.  | PSV Eindhoven (M)      | 34  | 20 | 8  | 6  | 077:320 | +45   | 68     |
| 3.  | Feyenoord Rotterdam    | 34  | 19 | 7  | 8  | 068:290 | +39   | 64     |
| 4.  | SC Heerenveen          | 34  | 17 | 9  | 8  | 057:270 | +30   | 60     |
| 5.  | Vitesse Arnheim        | 34  | 16 | 12 | 6  | 045:340 | +11   | 60     |
| 6.  | NAC Breda              | 34  | 15 | 9  | 10 | 055:520 | +3    | 54     |
| 7.  | FC Utrecht             | 34  | 14 | 9  | 11 | 060:510 | +9    | 51     |
| 8.  | RKC Waalwijk           | 34  | 14 | 6  | 14 | 049:440 | +5    | 48     |
| 9.  | NEC Nijmegen           | 34  | 13 | 6  | 15 | 038:590 | −21   | 45     |
| 10. | AZ Alkmaar             | 34  | 12 | 7  | 15 | 043:450 | −2    | 43     |
| 11. | Willem II Tilburg      | 34  | 10 | 13 | 11 | 054:610 | −7    | 43     |
| 12. | FC Twente Enschede (P) | 34  | 10 | 12 | 12 | 041:410 | ±0    | 42     |
| 13. | Roda JC Kerkrade       | 34  | 11 | 8  | 15 | 033:450 | −12   | 41     |
| 14. | BV De Graafschap       | 34  | 10 | 7  | 17 | 043:550 | −12   | 37     |
| 15. | FC Groningen           | 34  | 10 | 7  | 17 | 040:590 | −19   | 37     |
| 16. | FC Den Bosch (N)       | 34  | 8  | 9  | 17 | 040:550 | −15   | 33     |
| 17. | Sparta Rotterdam       | 34  | 4  | 12 | 18 | 026:750 | −49   | 24     |
| 18. | Fortuna Sittard        | 34  | 3  | 8  | 23 | 027:710 | −44   | 17     |

Platzierungskriterien: 1. Punkte – 2. Tordifferenz – 3. geschossene Tore

| (M) | amtierender Meister     |
| (P) | amtierender Pokalsieger |
| (N) | Neuaufsteiger           |

## Kreuztabelle
Die Kreuztabelle stellt die Ergebnisse aller Spiele dieser Saison dar. Die Heimmannschaft ist in der linken Spalte aufgelistet und die Gastmannschaft in der obersten Reihe.
| 2001/2002 | 2001/2002           | AJX |     | Feyenoord Rotterdam | SC Heerenveen | Vitesse Arnheim | NAC Breda | FC Utrecht | RKC Waalwijk | NEC Nijmegen | AZ Alkmaar | Willem II Tilburg | FC Twente Enschede | Roda JC Kerkrade | BV De Graafschap | FC Groningen | BOS | SPA | Fortuna Sittard |
| --------- | ------------------- | --- | --- | ------------------- | ------------- | --------------- | --------- | ---------- | ------------ | ------------ | ---------- | ----------------- | ------------------ | ---------------- | ---------------- | ------------ | --- | --- | --------------- |
| 1.        | Ajax Amsterdam      |     | 1:3 | 1:1                 | 2:0           | 5:1             | 1:3       | 1:0        | 3:1          | 5:0          | 1:0        | 4:1               | 3:2                | 1:1              | 4:0              | 4:3          | 2:0 | 3:0 | 4:0             |
| 2.        | PSV Eindhoven       | 1:1 |     | 2:0                 | 4:1           | 0:2             | 3:1       | 4:0        | 2:0          | 3:1          | 3:0        | 6:0               | 1:0                | 4:1              | 4:0              | 8:0          | 3:2 | 3:0 | 3:0             |
| 3.        | Feyenoord Rotterdam | 1:2 | 0:0 |                     | 3:2           | 3:2             | 0:0       | 4:0        | 1:1          | 5:0          | 4:1        | 3:1               | 1:2                | 5:0              | 2:0              | 1:0          | 3:0 | 5:0 | 1:0             |
| 4.        | SC Heerenveen       | 5:1 | 4:1 | 1:0                 |               | 1:1             | 5:0       | 1:2        | 2:0          | 4:0          | 2:1        | 3:0               | 0:0                | 0:0              | 1:0              | 2:0          | 2:0 | 3:0 | 3:1             |
| 5.        | Vitesse Arnheim     | 3:1 | 0:0 | 2:1                 | 0:0           |                 | 1:0       | 1:0        | 1:1          | 2:1          | 1:0        | 4:2               | 2:0                | 2:0              | 2:1              | 1:0          | 1:1 | 1:1 | 1:1             |
| 6.        | NAC Breda           | 0:1 | 2:0 | 2:1                 | 2:1           | 3:3             |           | 1:0        | 0:1          | 1:3          | 3:1        | 1:1               | 3:3                | 2:1              | 1:0              | 5:0          | 0:0 | 2:2 | 3:1             |
| 7.        | FC Utrecht          | 3:1 | 3:3 | 2:2                 | 0:0           | 3:1             | 0:0       |            | 2:1          | 1:4          | 3:2        | 3:1               | 1:1                | 4:1              | 6:0              | 3:1          | 3:1 | 4:2 | 3:0             |
| 8.        | RKC Waalwijk        | 0:2 | 2:1 | 2:3                 | 2:1           | 3:2             | 4:1       | 1:2        |              | 2:1          | 3:2        | 0:1               | 3:1                | 3:0              | 2:0              | 4:0          | 3:3 | 1:1 | 1:0             |
| 9.        | NEC Nijmegen        | 0:2 | 0:4 | 0:3                 | 1:0           | 1:0             | 1:3       | 0:3        | 1:0          |              | 1:0        | 3:0               | 2:0                | 1:0              | 3:1              | 1:0          | 2:1 | 1:1 | 3:1             |
| 10.       | AZ Alkmaar          | 0:0 | 1:1 | 1:3                 | 0:2           | 0:0             | 2:1       | 1:0        | 0:1          | 5:0          |            | 2:2               | 0:2                | 1:2              | 2:1              | 3:2          | 3:2 | 3:0 | 3:0             |
| 11.       | Willem II Tilburg   | 1:3 | 3:1 | 0:0                 | 2:2           | 1:1             | 2:2       | 4:2        | 3:1          | 3:1          | 2:2        |                   | 3:3                | 1:1              | 2:2              | 3:1          | 1:1 | 4:0 | 3:0             |
| 12.       | FC Twente Enschede  | 0:2 | 1:1 | 3:2                 | 0:0           | 0:0             | 1:2       | 2:0        | 1:0          | 2:0          | 0:0        | 0:0               |                    | 3:0              | 0:0              | 0:1          | 4:0 | 2:0 | 1:1             |
| 13.       | Roda JC Kerkrade    | 1:1 | 0:1 | 0:2                 | 0:2           | 0:2             | 1:1       | 1:0        | 1:0          | 0:0          | 0:0        | 2:0               | 2:1                |                  | 0:1              | 3:1          | 4:1 | 3:0 | 1:0             |
| 14.       | BV De Graafschap    | 1:1 | 2:2 | 1:0                 | 1:2           | 0:2             | 4:2       | 0:0        | 3:1          | 1:1          | 3:0        | 1:1               | 4:2                | 2:1              |                  | 1:2          | 0:1 | 3:0 | 5:0             |
| 15.       | FC Groningen        | 1:4 | 2:2 | 0:1                 | 1:1           | 0:1             | 3:0       | 2:2        | 1:1          | 2:2          | 0:1        | 1:0               | 3:0                | 0:2              | 2:0              |              | 2:0 | 0:0 | 4:2             |
| 16.       | FC Den Bosch        | 0:1 | 0:1 | 0:0                 | 0:0           | 4:1             | 1:2       | 1:1        | 1:0          | 2:1          | 0:1        | 1:2               | 1:3                | 3:1              | 3:1              | 1:4          |     | 1:1 | 4:0             |
| 17.       | Sparta Rotterdam    | 0:4 | 2:1 | 0:5                 | 1:4           | 0:1             | 2:3       | 3:1        | 0:0          | 0:0          | 0:4        | 3:2               | 1:1                | 0:3              | 1:3              | 0:0          | 1:1 |     | 0:0             |
| 18.       | Fortuna Sittard     | 1:1 | 0:1 | 1:2                 | 1:0           | 0:0             | 2:3       | 3:3        | 1:4          | 2:2          | 0:1        | 1:2               | 2:0                | 0:0              | 2:1              | 0:1          | 1:3 | 3:4 |                 |

## Relegation
Der 16. und 17. der Eredivisie spielten mit den sechs Teams aus der Eersten Divisie, die die Plätze zwei bis sieben belegten, in zwei Gruppen zu je vier Mannschaften um zwei Startplätze für die folgende Spielzeit in der Eredivisie.

### Gruppe A
| Pl. | Verein             | Sp. | S | U | N | Tore    | Diff. | Punkte |
| --- | ------------------ | --- | - | - | - | ------- | ----- | ------ |
| 1.  | RBC Roosendaal     | 6   | 4 | 2 | 0 | 015:600 | +9    | 14     |
| 2.  | FC Den Bosch       | 6   | 4 | 1 | 1 | 017:900 | +8    | 13     |
| 3.  | BVO Emmen          | 6   | 1 | 1 | 4 | 010:150 | −5    | 04     |
| 4.  | Cambuur Leeuwarden | 6   | 1 | 0 | 5 | 008:200 | −12   | 03     |

| Gruppe A              | RBC Roosendaal | FC Den Bosch | BVO Emmen | Cambuur Leeuwarden |
| --------------------- | -------------- | ------------ | --------- | ------------------ |
| RBC Roosendaal        |                | 2:2          | 2:2       | 2:1                |
| FC Den Bosch          | 1:4            |              | 3:1       | 5:2                |
| BVO Emmen             | 0:2            | 0:3          |           | 5:1                |
| SC Cambuur Leeuwarden | 0:3            | 0:3          | 4:2       |                    |

### Gruppe B
| Pl. | Verein              | Sp. | S | U | N | Tore    | Diff. | Punkte |
| --- | ------------------- | --- | - | - | - | ------- | ----- | ------ |
| 1.  | Excelsior Rotterdam | 6   | 3 | 1 | 2 | 010:800 | +2    | 10     |
| 2.  | FC Volendam         | 6   | 3 | 0 | 3 | 010:140 | −4    | 09     |
| 3.  | ADO Den Haag        | 6   | 2 | 2 | 2 | 013:900 | +4    | 08     |
| 4.  | Sparta Rotterdam    | 6   | 2 | 1 | 3 | 010:120 | −2    | 07     |

| Gruppe B            | Excelsior Rotterdam | FC Volendam | ADO Den Haag | Sparta Rotterdam |
| ------------------- | ------------------- | ----------- | ------------ | ---------------- |
| Excelsior Rotterdam |                     | 4:2         | 1:1          | 2:1              |
| FC Volendam         | 2:1                 |             | 0:4          | 1:3              |
| ADO Den Haag        | 1:2                 | 1:2         |              | 3:3              |
| Sparta Rotterdam    | 1:0                 | 1:3         | 1:3          |                  |

## Die Meistermannschaft von Ajax Amsterdam
(In den Klammern hinter den Spielernamen werden die Anzahl der Einsätze und Tore der Meistersaison angegeben)
| 1. | Ajax Amsterdam |
| -- | --- |
|    | - Tor: Fred Grim (29/-); Joey Didulica (9/-) - Abwehr: André Bergdølmo (32/5); Cristian Chivu (32/1); Maxwell (24/-); Hatem Trabelsi (21/-); Tim de Cler (16/-); John Heitinga (15/-); Ferdi Vierklau (6/-); Mitchell Piqué (2/1); Jelle van Damme (1/-); Petri Pasanen (1/-) - Mittelfeld: John O’Brien (27/2); Tomáš Galásek (23/1); Abubakari Yakubu (21/-); Rafael van der Vaart (20/14); Jan van Halst (13/-); Richard Knopper (12/1); Steven Pienaar (8/1); Stefano Seedorf (1/-) - Sturm: Wamberto (31/9); Nikolaos Machlas (30/12); Andy van der Meyde (30/5); Mido (24/12); Zlatan Ibrahimović (24/6); Pius Ikedia (10/1) - Trainer: Ronald Koeman |

* Cedric van der Gun (2/-) hatte den Verein während der Saison verlassen.

## Torschützenliste
| Pl. | Name                       | Mannschaft          | Tore |
| --- | -------------------------- | ------------------- | ---- |
| 1.  | Pierre van Hooijdonk       | Feyenoord Rotterdam | 24   |
| 2.  | Jan Vennegoor of Hesselink | PSV Eindhoven       | 21   |
| 3.  | Jon Dahl Tomasson          | Feyenoord Rotterdam | 17   |
| 4.  | Denny Landzaat             | Willem II Tilburg   | 16   |
| 5.  | Marcus Allbäck             | SC Heerenveen       | 15   |
| 5.  | Mateja Kežman              | PSV Eindhoven       | 15   |
| 7.  | Igor Gluščević             | FC Utrecht          | 14   |
| 7.  | Bert van den Eede          | FC Den Bosch        | 14   |
| 7.  | Rafael van der Vaart       | Ajax Amsterdam      | 14   |
| 10. | Rick Hoogendorp            | RKC Waalwijk        | 13   |
| 10. | Robin Nelisse              | AZ Alkmaar          | 13   |